# 이학봉
이학봉(李鶴捧, 1938년 5월 15일 ~ 2014년 5월 24일)은 대한민국의 군인·정치인이다. 본관은 성주(星州)이다.

## 생애
경상남도 김해군 명지면 
 (現 부산광역시 강서구 명지동)에서 출생했다. 명지초등학교, 대동중학교, 경남고등학교를 거쳐 육군사관학교 18기로 임관하였고, 이후 육군보병학교를 거쳐 육군대학과 국방대학교를 졸업했다.
이학봉은 1979년 12.12 군사 반란때 정승화를 수사하고 1980년 5월 보안사 대공처장으로서 비상계엄을 전국으로 확대한 5·17 쿠데타 당시 정치인과 학생들에 대한 체포 조사를 총지휘했다. 1997년 4월, 12.12 군사 반란과 5.18 광주 민주화 운동 무력 진압 관련 재판에서 징역 8년을 선고받았지만 이듬해 사면되었다.
2014년 5월 24일 폐암으로 사망했다.

### 약력
- 1938년 경상남도 김해군 명지면 
 (現 부산광역시 강서구 명지동) 출생
- 1951년 김해명지초등학교 졸업
- 1954년 김해대동중학교 졸업
- 1957년 경남고등학교 졸업
- 1962년 육군사관학교 18기
- 1967년 육군보병학교 졸업
- 1967년 육군포병학교 졸업
- 1968년 육군기갑학교 졸업
- 1968년 육군공병학교 졸업
- 1972년 육군대학 졸업
- 1974년 국방대학교 행정학사 19기
- 1977년 국군보안사령부 대공수사과장
- 1980년 국군보안사령부 대공처장·합동수사본부 수사단장, 육군 준장 예편, 대통령비서실 민정수석비서관
- 1986년 국가안전기획부 제2차장
- 1988년 민주정의당 국책조정위원회 위원, 제13대 국회의원 (민주정의당·김해)
- 1992년 민주자유당 국회의원 (당명 변경), 무소속 국회의원 (민주자유당 탈당)
- 1995년 자유민주연합 특임촉탁위원 (1995년 6월 17일 ~ 1995년 8월 1일, 1995년 8월 1일 자민련 탈당)

## 이학봉을 연기한 배우들
- 임혁주 - 1995년 (제4공화국) MBC 드라마
- 임대호 - 1995년 (코리아게이트) SBS 드라마
- 이재용 - 2005년 (제5공화국) MBC 드라마
- 변영희 - 2013년 (대한민국 정치비사) MBN 다큐드라마
- 이재윤 - 2023년 (서울의 봄) 영화
- 김재철 - 2024년 (행복의 나라) 영화

## 역대 선거 결과
| 실시년도 | 선거   | 대수 | 직책     | 선거구             | 정당       | 득표수   | 득표율          | 순위 | 당락 | 비고 |
| -------- | ------ | ---- | -------- | ------------------ | ---------- | -------- | --------------- | ---- | ---- | ---- |
| 1988년   | 총선   | 13대 | 국회의원 | 경남 김해시·김해군 | 민주정의당 | 38,020표 | \| \| 41.73% \| | 1위  |      | 초선 |
|          | 41.73% |      |          |                    |            |          |                 |      |      |      |

## 같이 보기
- 김해시·김해군
- 김해시의 국회의원
- 김해군의 국회의원
- 대한민국의 대통령비서실 수석비서관